# Ophiomyxa stimpsonii
Ophiomyxa stimpsonii är en ormstjärneart som först beskrevs av George Richard Lyman 1875.  Ophiomyxa stimpsonii ingår i släktet Ophiomyxa och familjen skinnormstjärnor. Inga underarter finns listade i Catalogue of Life.